# Rhathymoscelis haldemanii
Rhathymoscelis haldemanii är en skalbaggsart som beskrevs av Thomson 1860. Rhathymoscelis haldemanii ingår i släktet Rhathymoscelis och familjen långhorningar.
Artens utbredningsområde är Guatemala. Inga underarter finns listade i Catalogue of Life.